# The Illustrated Man
The Illustrated Man (no Brasil,  Uma Sombra Passou por aqui; em Portugal, O Homem Ilustrado) é um livro de Ray Bradbury, gênero ficção científica, publicado pela primeira vez em 1951.
Trata-se de uma série de 18 contos que, embora explorem o tema do conflito entre a tecnologia e a natureza humana, não têm conexão entre si. 
Cada história tem como ponto de partida uma das tatuagens que cobrem todo o corpo do "homem ilustrado" — feitas por uma mulher do futuro, segundo ele —, que vagueia de cidade em cidade. Quando alguém fixa o olhar numa delas, as figuras se tornam animadas, e a história começa.
Todos os contos, exceto um, já haviam sido publicados antes, mas Bradbury revisou-os todos antes de tomarem a forma de livro.
A ideia do "homem ilustrado" foi usada pelo autor em histórias posteriores, como o antagonista em Something Wicked This Way Comes, no qual as tatuagens representavam as almas das vítimas pecaminosas de um misterioso carnaval.
The Illustrated Man foi adaptado para o cinema em 1969, com o mesmo título, dirigido por Jack Smight e com Rod Steiger e Claire Bloom nos papéis principais e como um especial de televisão pelo canal britânico Channel 4, no qual venceu um prêmio Emmy Internacional.